# 841-й истребительный авиационный полк
841-й истребительный авиационный полк (841-й иап) — воинская часть Военно-воздушных сил (ВВС) Вооружённых Сил РККА, принимавшая участие в боевых действиях Великой Отечественной войны.

## История наименований полка
За весь период своего существования полк своё наименование не менял:
- 841-й истребительный авиационный полк;
- 841-й смешанный авиационный полк.

## История и боевой путь полка
841-й истребительный авиационный полк начал формироваться 14 апреля 1942 года в составе ВВС Карельского фронта по штату 015/174 на английских самолётах «Харрикейн» на основании Приказа Заместителя НКО СССР № 899 от 12.04.1942 г. Но полком было получено только 5 таких самолётов. По окончании формирования 30 мая 1942 года полк был включён в состав ВВС 32-й армии. Окончательно формирование завершено к концу августа, когда полком были получены истребители И-16.
В составе ВВС 32-й армии Карельского фронта 17 сентября 1942 года полк приступил к боевой работе по обороне Заполярья на медвежьегорском и массельском направлениях на самолётах И-16 и «Харрикейн».
В конце ноября 1942 года на основании Приказа НКО № 00231 от 10 ноября 1942 года ВВС 32-й армии были обращены на формирование 259-й истребительной авиационной дивизии, а 21 ноября в полк влилась эскадрилья на самолётах У-2 и полк переформирован в смешанный по штату 015/256 (одна эскадрилья на «Харрикейнах», вторая — на У-2). Получил наименование 841-й смешанный авиационный полк. Полк вошёл в непосредственное подчинение штаба 7-й воздушной армии Карельского фронта с 25 ноября 1942 года.
5 марта 1943 года полк расформирован в составе 7-й воздушной армии Карельского фронта, личный состав и матчасть использованы для укомплектования частей 7-й воздушной армии.

### Участие в операциях и битвах
- Оборона Заполярья — с 1 июня 1942 года по 5 марта 1943 года.

### В составе действующей армии
В составе действующей армии:
- с 14 апреля 1942 года по 21 ноября 1942 года (как иап);
- с 21 ноября 1942 года по 5 марта 1943 года (как сап).

## Командиры полка
нет данных

## В составе соединений и объединений
| Период        | Фронт (округ)    | армия               | дивизия        | примечание |
| ------------- | ---------------- | ------------------- | -------------- | ---------- |
| 14.04.1942 г. | Карельский фронт | ВВС фронта          |                |            |
| 01.06.1942 г. | Карельский фронт | 32-я армия          | ВВС 32-й армии |            |
| 21.11.1942 г. | Карельский фронт | 7-я воздушная армия |                |            |
| 05.03.1943 г. | Карельский фронт | 7-я воздушная армия |                |            |

## Итоги боевой деятельности полка
Всего за годы Великой Отечественной войны полком:
| Выполнено боевых вылетов         | Сбито самолётов в воздухе | Проведено воздушных боёв |
| -------------------------------- | ------------------------- | ------------------------ |
| 117 (из них 13 на «Харрикейнах») | 0                         | 0                        |

Свои потери:
| Потеряно самолётов, всего | Погибло лётчиков всего |
| ------------------------- | ---------------------- |
| нет данных                | нет данных             |

### Данные о потерях личного состава
- Лётчик 841-го истребительного авиационного полка старший сержант Харитонов Александр Михайлович 4 августа 1941 года сбит зенитной артиллерией в районе Баранова гора — Шарговора. Самолёт упал на территории противника.
- Механик по электрическому оборудованию 841-го истребительного авиационного полка младший сержант Кульбида Николай Каленикович 31 августа 1942 года погиб при налёте авиации противника на аэродром. Похоронен на гражданском кладбище станции Сегежа Кировской железной дороги.
- Механик по электрическому оборудованию 841-го истребительного авиационного полка младший сержант Лукьянчиков Дмитрий Николаевич 31 августа 1942 года погиб при налёте авиации противника на аэродром. Похоронен на гражданском кладбище станции Сегежа Кировской железной дороги.
- Адъютант эскадрильи 841-го истребительного авиационного полка лейтенант Силаков Григорий Антонович 31 августа 1942 года смертельно ранен при налёте авиации противника на аэродром. Похоронен на гражданском кладбище станции Сегежа Кировской железной дороги.
- Мастер авиационного вооружения 841-го истребительного авиационного полка сержант Шахман Марк Миронович 8 сентября 1942 года убит электротоком. Похоронен на гражданском кладбище станции Сегежа Кировской железной дороги.

## Самолёты на вооружении
| Период                  | Самолёты         | Фото             | Период                  | Самолёты | Фото |
| ----------------------- | ---------------- | ---------------- | ----------------------- | -------- | ---- |
| 14.04.1942 — 05.03.1943 | Hawker Hurricane | Hawker Hurricane | 14.04.1942 — 05.03.1943 | И-16     | И-16 |
| 21.11.1942 — 05.03.1943 | У-2              | По-2             |                         |          |      |

## Базирование
| Период                  | Аэродром                |
| ----------------------- | ----------------------- |
| 01.06.1942 — 05.03.1943 | Сегежа, Карельская АССР |